# Michel Moynier
Michel Moynier est un homme politique français né le 23 avril 1947 à Narbonne.

## Biographie
Il fut adjoint à la Culture et au Patrimoine pendant dix ans, avant d’être élu maire de la ville de Narbonne en 1999, à la suite de la démission de Hubert Mouly, jusqu'en 2008. Il a été élu dès le premier tour avec 50,28 % en mars 2001, puis réélu une seconde fois en 2002, à la suite de l'annulation des élections par Jean-Louis Soulié.
En 2007, il fait une apparition dans l'émission Secret Story 1.
Aux élections municipales de 2008, il est battu par le député socialiste, Jacques Bascou, candidat à la mairie de Narbonne, qui remporte l'élection avec un score de 57 %.
En 2004, il dirige la liste UMP de Jacques Blanc pour les élections régionales du Languedoc-Roussillon dans le cadre du département de l'Aude, aux côtés d'Isabelle Chesa, fille de l'ancien maire de Carcassonne. Élections à l'issue desquelles il est réélu conseiller régional. 
Bien que divers droite à la région, il siège au groupe des non-inscrits, dont il est le président.
Il fait partie, aux côtés de Raymond Couderc, le maire UMP de Béziers, des chefs de file de l'opposition à Georges Frêche.

## Mandats en cours
- Conseiller municipal d'opposition de Narbonne

## Anciens mandats
- Adjoint au maire de Narbonne de 1989 à 1999
- Maire de Narbonne de 1999 à 2008
- Conseiller régional de 1998 à 2010
- Conseiller général du Canton de Narbonne-Sud de 1992 à 1999